# Pistillaria
Pistillaria is een geslacht van schimmels behorend tot de familie Typhulaceae. Het geslacht werd beschreven door de Zweedse mycoloog Elias Magnus Fries en in 1821 voor het eerst geldig gepubliceerd. De typesoort is Pistillaria micans. Deze soort is later overgebracht naar het geslacht Typhula als Typhula micans.

## Soorten
Volgens Index Fungorum bevat het geslacht 37 soorten (peildatum maart 2023):
| Soortnaam                  | Auteur(s)                    | Publicatiejaar |
| -------------------------- | ---------------------------- | -------------- |
| Pistillaria alba           | (S. Imai) S. Ito             | 1955           |
| Pistillaria attenuata      | Syd. & P. Syd.               | 1900           |
| Pistillaria batesii        | Peck                         | 1908           |
| Pistillaria bellunensis    | Speg.                        | 1881           |
| Pistillaria bipindiensis   | (Henn.) Corner               | 1950           |
| Pistillaria cylindrospora  | (G.F. Atk.) Corner           | 1950           |
| Pistillaria diaphana       | (Schumach.) Fr.              | 1821           |
| Pistillaria dubia          | Maas Geest.                  | 1976           |
| Pistillaria elegantula     | (P. Karst.) Corner           | 1950           |
| Pistillaria filiformis     | Corner                       | 1970           |
| Pistillaria fuegiana       | (Speg.) Corner               | 1950           |
| Pistillaria fuscipes       | (Pers.) Corner               | 1950           |
| Pistillaria gilva          | (Lasch) Corner               | 1950           |
| Pistillaria glandulosa     | (Preuss) Corner              | 1950           |
| Pistillaria lignicola      | (Killerm.) Corner            | 1950           |
| Pistillaria limicola       | (Saut.) Corner               | 1950           |
| Pistillaria linearis       | Corner                       | 1970           |
| Pistillaria lividula       | (Rolland) Corner             | 1950           |
| Pistillaria misella        | (Berk. & M.A. Curtis) Corner | 1950           |
| Pistillaria montevidensis  | Speg.                        | 1912           |
| Pistillaria mycophila      | (Fuckel) Corner              | 1950           |
| Pistillaria paradoxa       | (P. Karst.) Corner           | 1950           |
| Pistillaria peronata       | (Pers.) Corner               | 1950           |
| Pistillaria petasitis      | S. Imai                      | 1930           |
| Pistillaria phaeosperma    | (Henn.) Corner               | 1950           |
| Pistillaria quercicola     | (S. Imai) S. Ito             | 1955           |
| Pistillaria quercus        | Oudem.                       | 1902           |
| Pistillaria rhodocionides  | Corner                       | 1950           |
| Pistillaria saxegothaeae   | Singer                       | 1969           |
| Pistillaria subfasciculata | (Ellis & Everh.) Corner      | 1950           |
| Pistillaria subglobispora  | Pilát                        | 1972           |
| Pistillaria subuncialis    | Corner                       | 1950           |
| Pistillaria tenera         | Corner                       | 1950           |
| Pistillaria tenuis         | (Sowerby) Corner             | 1950           |
| Pistillaria trichomorpha   | (Schwein.) Corner            | 1950           |
| Pistillaria trispora       | Corner                       | 1953           |
| Pistillaria typhicola      | (Bourdot & Galzin) Corner    | 1950           |